# 6677 Ренуар
6677 Ренуар (6677 Renoir) — астероїд головного поясу, відкритий 16 жовтня 1977 року.
Тіссеранів параметр щодо Юпітера — 3,125.
Названо на честь французького художника П'єра-Оґюста Ренуара (фр. Pierre-Auguste Renoir) (1841–1919)